# Bibliothèque de Munkkiniemi
La bibliothèque de Munkkiniemi (finnois : Munkkiniemen kirjasto) est une bibliothèque du quartier de Munkkiniemi à Helsinki en Finlande,.

## Présentation
La bibliothèque de Munkkiniemi a été fondée en 1931.
La bibliothèque est l'un des établissements de la bibliothèque municipale d'Helsinki.
Le bâtiment actuel de la bibliothèque a été conçu par les architectes Kirsti et Egil Nord et construit en 1989.
Le bâtiment de la bibliothèque est situé sur Riihitie à côté de la maison d'Alvar Aalto.

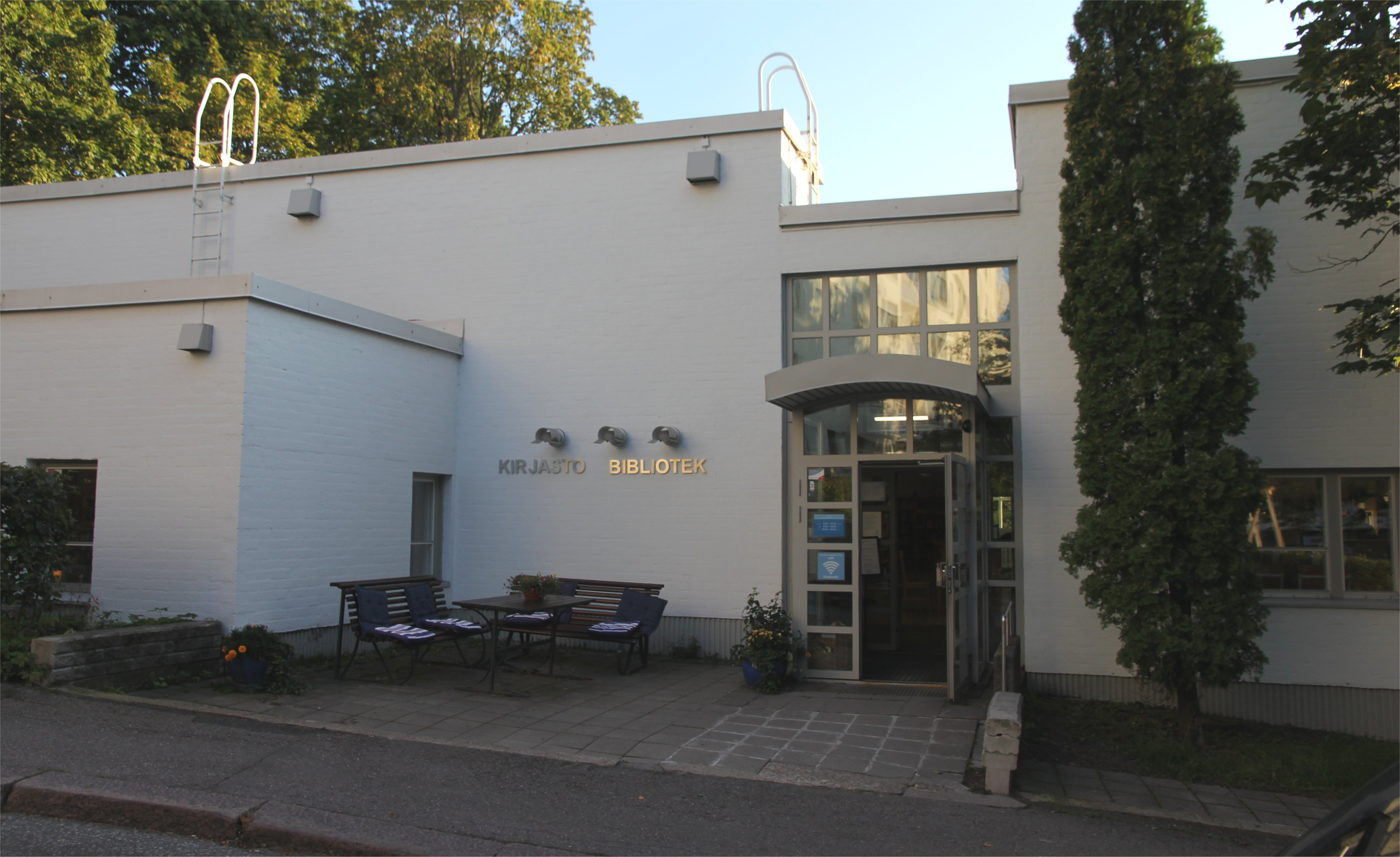
Entrée de la bibliothèque.

## Groupement Helmet de bibliothèques
La bibliothèque de Munkkiniemi fait partie du groupement Helmet, qui est un groupement de bibliothèques municipales d'Espoo, d'Helsinki, de Kauniainen et de Vantaa ayant une liste de collections commune et des règles d'utilisation communes.